# 중국의 커피 생산
중국의 현대적인 커피 재배는 1988년에 시작되었다. 2016년과 2017년에 중국은 세계 20대 커피 생산국에 포함되었다. 중국에서 재배되는 커피의 98%는 윈난성에서 나온다.

## 역사
프랑스 선교사가 19세기 후반에 윈난성에 커피를 들여왔고, 이것이 중국에 작물이 도입된 시점이다. 그러나 현대 중국의 커피 재배 산업은 1988년 중국 정부, 세계은행, 유엔 개발 계획이 공동으로 이 지역에 커피 재배를 도입하기 위한 프로그램을 시작하면서 시작되었다. 네슬레 또한 커피 재배를 장려하기 위해 일찍이 윈난성에 진출했다. 가장 큰 국내 인스턴트 커피 제조업체인 Hogood Coffee는 2007년에 설립되었으며 더훙 지역의 커피 재배에 많은 기여를 했다. Hogood는 계약 영농 방식을 통해 농지 통합을 허용하는 윈난성의 완화된 토지 사용 정책을 활용한다. 묘목은 Hogood가 심고, 수확된 커피콩은 Hogood가 구매하는 방식으로 농부들이 재배한다. 2013년, 윈난 커피 트레이더스는 이 지역 최초의 전문 커피 수출업체가 되었으며, 현재(2018년) 중국에서 윈난 스페셜티 커피의 가장 큰 수출업체이다.
중국의 국내 커피 소비는 국내 커피 생산 증가와 병행하여 증가했다. 2006년부터 2017년까지 중국의 커피 소비는 연평균 22% 성장했다.
화이트칼라 노동자들이 커피 소비의 주된 동력이다. 한 설문조사에서 화이트칼라 노동자들은 전체의 30%를 차지하며 가장 큰 소비자 집단이었고, 정부 관료, 학교 직원 및 단체에 근무하는 사람들이 15%를 차지했다. 프리랜서 및 커피 관련 종사자의 비율은 공공 기관과 비슷하다.

## 재배 및 품종

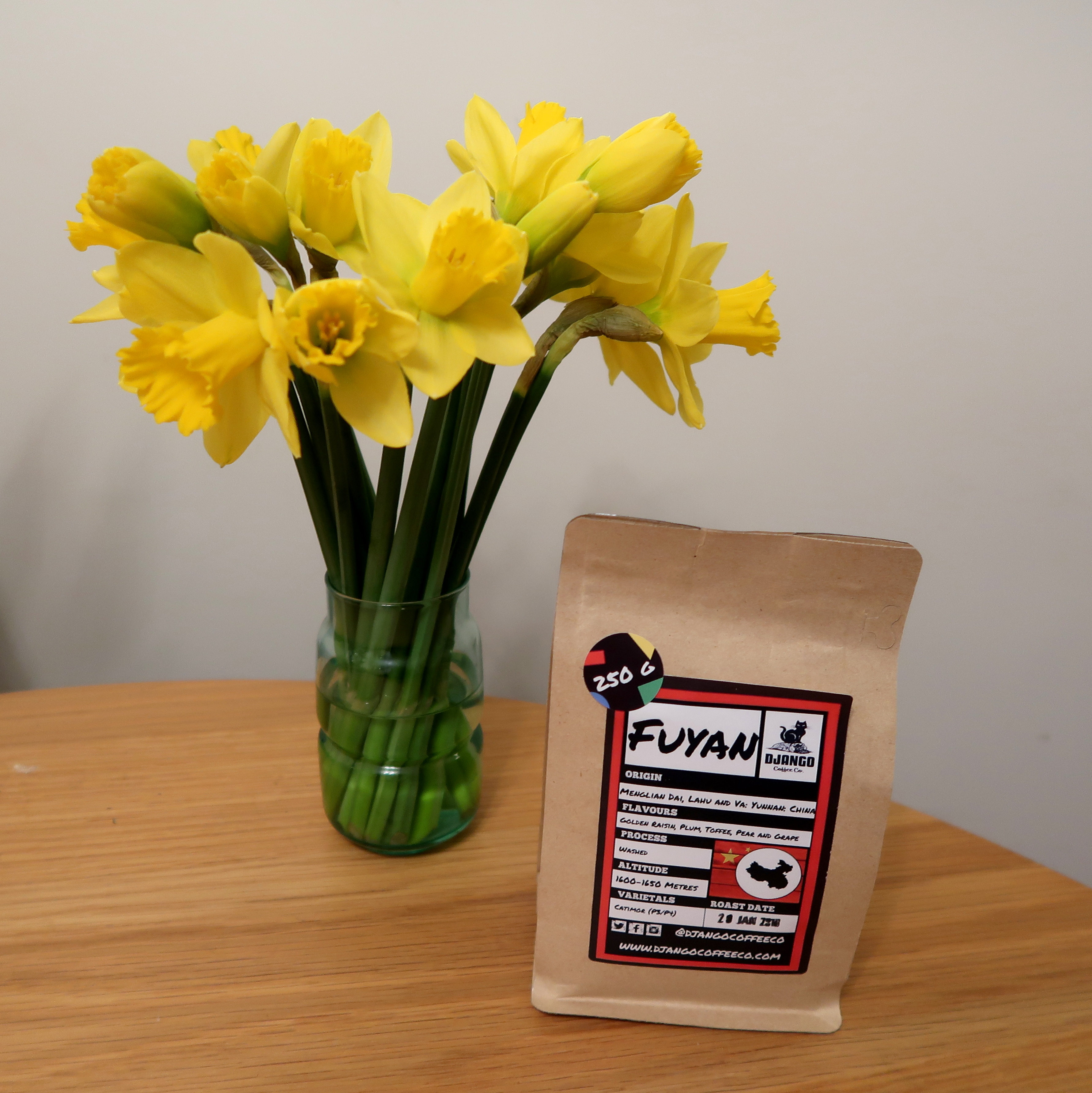
윈난성 푸얼시 멍롄현 (푸얀 농장)에서 윈난 커피 트레이더스가 수출하고 Django가 로스팅한 커피.

거의 모든 국내 커피는 윈난성에서 생산되며, 생산량의 98%를 차지한다. 윈난성 내 주요 커피 생산 지역은 바오산시, 더훙, 그리고 푸얼시의 멍롄이다. 푸얼시 단독으로 전국 총 생산량의 60%를 차지한다. 커피가 재배되는 다른 성으로는 푸젠성과 하이난성이 있다.
푸젠성와 하이난성는 주로 로부스타 커피를 재배하는 반면, 윈난성은 아라비카를 재배하며, 카티모르(카투라-티모르 교배종)가 선호되는 품종이다.

## 마케팅 및 거래
윈난성에서는 2016년에 생산량의 약 절반이 수출 시장으로 향했으며, 2억 8천만 달러의 수익을 창출했다. 대부분의 중국 커피 원두는 상업 등급이며, 주로 유럽 시장으로 보내지는 생두 형태이다. 미국 또한 중국산 원두의 수출 시장이며, 스타벅스는 2014년 1월부터 9월까지 미국으로 수입된 중국산 커피의 절반 이상을 구매했다. 윈난에 사무실을 둔 런던 기반 상품 거래업체 ED&F Man의 커피 사업부인 볼카페(Volcafe)와 마이애미 기반 상품 거래업체 코엑스(Coex)와 같은 주요 무역 회사들은 가뭄이나 녹병으로 인해 전통적인 수출국에서의 공급 부족을 상쇄하기 위해 중국에서 원두를 조달한다.
전문 커피 재배의 등장은 2009년경 윈난성 멍롄(푸얼시)의 망장 농장 후시샹과 같은 초기 개척자들과 티모시 하인즈, 조슈아 재글먼, 색슨 라이트와 같은 산업 전문가들의 지원을 받아 시작되었다. 중국의 스페셜티 커피 생산량은 아직 전체 물량의 2% 미만이지만, 세계 최대 스페셜티 커피 박람회인 스페셜티 커피 협회(Specialty Coffee Association)에서 2018년 중국이 '초청국(portrait country)'으로 선정된 것은 중국이 스페셜티 등급 커피 생산국으로서 인정받고 있음을 강조한다.
충칭시는 국내 최대 커피 거래 허브로 부상했다. 충칭 커피 거래소는 충칭 에너지 그룹이 국내산 커피와 동남아시아산 커피 모두를 위한 거래 플랫폼으로 설립했다. 이 거래소는 충칭시의 교통 허브 역할을 활용한다. 이 도시는 일대일로의 회랑인 충칭-신장-유럽 화물열차의 출발점이다. 푸얼시 또한 윈난 커피 거래소가 2016년 1월에 운영을 시작하면서 커피 거래 허브가 설립되었다.

## 같이 보기
- 중국 커피 전쟁
- 커피 생산량에 따른 나라 목록

## 내용주
1. 1 2 3 4  “Coffee in China” (PDF). Milan, Italy: International Coffee Organization. 2015.
2. ↑  “Coffee: World Markets and Trade” (PDF). United States Department of Agriculture.
3. 1 2 3 4  “Coffee brings prosperity to Yunnan farmers”. 《China Daily》. 2017년 12월 15일.
4. ↑  “Case Study” (PDF).
5. ↑  Article in SOHU
6. ↑  “Coffee bean output grew 50 percent in 2016 in China's Yunnan Province”. 《Comunicaffe International》. 2017년 2월 27일.
7. ↑  “China's budding thirst for coffee”. 《BBC News》. 2017년 7월 1일.
8. 1 2  “Yunnan Coffee”. 《Fresh Cup》. 2016년 12월 12일.
9. 1 2 3  “Starbucks scoops up coffee beans from China for blends, Asia sales”. 《Reuters》. 2014년 11월 20일.
10. ↑  “Chongqing becomes largest coffee trade hub in China”. Xinhua. 2018년 1월 16일. 2018년 1월 16일에 원본 문서에서 보존된 문서.
11. 1 2  “Chongqing coffee exchange causes stir”. 《China Daily》. 2017년 5월 8일.
12. ↑  “Yunnan Coffee Exchange is formally launched”. 《People's Daily》. 2016년 1월 28일.

중화인민공화국